# Roger Cruickshank
Roger Cruickshank (Hoorn, 12 ottobre 1982) è un ex sciatore alpino britannico.

## Biografia
Originario di Banchory e attivo in gare FIS dal dicembre del 1997, Cruickshank esordì in Coppa Europa il 6 marzo 2001 a Sestriere in discesa libera (88º). In Coppa del Mondo disputò una sola gara, la discesa libera di Bormio del 29 dicembre 2004 in cui si classificò 50º, e ai successivi Mondiali di Bormio/Santa Caterina Valfurva 2005, sua unica presenza iridata, si piazzò 41º nel supergigante e non completò la discesa libera; l'anno dopo ai XX Giochi olimpici invernali di Torino 2006, sua unica presenza olimpica, fu 37º sia nella discesa libera sia nel supergigante.
In Coppa Europa ottenne il miglior piazzamento il 18 gennaio 2006 a Sella Nevea in discesa libera (17º) e prese per l'ultima volta il via il 21 gennaio successivo nella medesima località in supergigante, senza completare la prova. Si ritirò al termine della stagione 2009-2010 e la sua ultima gara fu la discesa libera dei Campionati britannici 2010, disputata il 2 aprile a Méribel e chiusa da Cruickshank al 9º posto.

## Palmarès

### Coppa Europa
- Miglior piazzamento in classifica generale: 139º nel 2006

### Nor-Am Cup
- Miglior piazzamento in classifica generale: 32º nel 2005
- 1 podio:
  - 1 terzo posto

### Campionati britannici
- 5 medaglie:
  - 3 argenti (supergigante nel 2003; discesa libera, slalom gigante nel 2004)
  - 2 bronzi (discesa libera nel 2003; supergigante nel 2004)